# Bam Aquino
Paolo Benigno "Bam" Aquino IV (Manilla, 7 mei 1977) is een Filipijns politicus. Hij werd in 2013 gekozen in de Filipijnse Senaat.

## Biografie
Bam Aquino werd geboren op 7 mei 1977 in de Filipijnse hoofdstad Manilla. Zijn ouders zijn Paul Aquino, de jongere broer van voormalig senator Benigno Aquino jr. en Melanie Aguirre. Hij is derhalve een neef van president Benigno Aquino III. Als klein kind was Bam honderden malen de "openingsact" bij politieke bijeenkomsten na de moord op zijn oom Benigno Aquino jr. Hij studeerde vanaf de lagere school tot en met zijn universitaire opleiding aan de Ateneo de Manila. In 1999 behaalde hij summa cum laude zijn bachelor-diploma Management Engineering. 
In 2003 werd Aquino gekozen tot voorzitter van de National Youth Commission. Hij was bij zijn benoeming op 25-jarige leeftijd de jongste persoon die ooit een overheidsorgaan geleid had. Bam Aquino houdt zich ook bezig met microkrediet. In 2007 richtte hij Micro Ventures Incorporated op. Deze organisatie richt zich op het verlenen van ondersteuning van kleine bedrijfjes van mensen die normaal gesproken geen financiering kunnen krijgen. Dit doen ze onder andere door het Hapinoy-programma. In 2009 kende Aquino ook een eenmalig optreden als acteur, toen hij voor regisseur Jun Reyes in de huid van zijn oom Ninoy Aquino kroop in de film The Last Journey of Ninoy.
In oktober 2012 werd bekend dat Bam was geselecteerd als een van de twaalf senaatskandidaten van team PNoy, het team van kandidaten van de regeringscoalitie van president Benigno Aquino III voor de verkiezingen van 2013. In zijn campagne gaf hij aan zich bij een verkiezing in de Filipijnse Senaat te willen richten op armoedebestrijding en het creëren van banen voor pas afgestudeerden. Na het tellen van de stemmen, kort na de verkiezingen bleek dat Bam Aquino op een zevende plek geëindigd was, voldoende voor een van de twaalf beschikbare senaatszetels.
In zijn periode in de Senaat was Aquino onder meer voorzitter van de Commissie voor Wetenschap en Technologie, de Commissie voor Onderwijs, Cultuur en Kunst en de Commissie voor Handel, Commercie en Ondernemerschap.
Aquino is sinds 2012 getrouwd met Mary Fatima Gomez.